# 美道会
美道会（英語： 或 ），又名英美会，是加拿大的循道宗教会加拿大衛理公會的海外布道差会。自1892年至20世纪中叶曾活跃于中国四川省。1925年加拿大衛理公會併入加拿大聯合教會，美道會隨之成為聯合教會的差會。

## 美道会在四川
美道会在1891年进入滿清帝國，由于当时排外风潮正烈，1892年才进入四川。最早开辟的两个传教站是成都和嘉定府（乐山）。1894年在成都建立四聖祠禮拜堂。1897年在嘉定創辦教會出版機構華英書局（Canadian Methodist Mission Press），成為四川第一間出版社兼印刷廠，知名出版物有《華西教會新聞》和《華西邊疆研究學會雜誌》。1900年以后，又陆续开辟了荣县、自流井（自贡）、仁寿、彭县、忠县、涪陵、重庆、泸州等8个传教站，並於1903年將華英書局遷至成都。
1919年，美道会差会在华传教士184人，全部分布在四川省西部。其中省会成都一地集中了80名传教士。美道会是四川省人数最多的一个教派。
1919年美道会在华受餐信徒1974人，全部集中在四川省。